# Kojšická lípa
Kojšická lípa je památný strom ve vsi Kojšice, jihozápadně od Sušice. Lípa velkolistá (Tilia platyphyllos) roste v centru vsi, v nadmořské výšce 585 m, její stáří je odhadováno na 425 let. Obvod jejího kmene měří 670 cm a koruna stromu dosahuje do výšky 22 m, široká je 20 m (měření 2005 a 2009). Lípa je chráněna od roku 1985 jako významný habitus, esteticky zajímavý strom, krajinná dominanta, významný stářím i vzrůstem.

## Stromy v okolí
- Chamutická lípa (1,0 km s.)
- Kněžický klen (2,3 km ssz.)
- Krušecká lipová alej (2,9 km jv.)
- Lípa pod penzionem v Jiřičné (380 m sz.)
- Lípa pod statkem v Chamuticích (0,7 km ssv.)
- Tichých lípa (90 m s.)
- Trsická lípa (1,7 km ssv.)
- Vlastějovská lípa (1,4 km z.)
- Volšovská lípa (3,1 km vsv.)

## Galerie

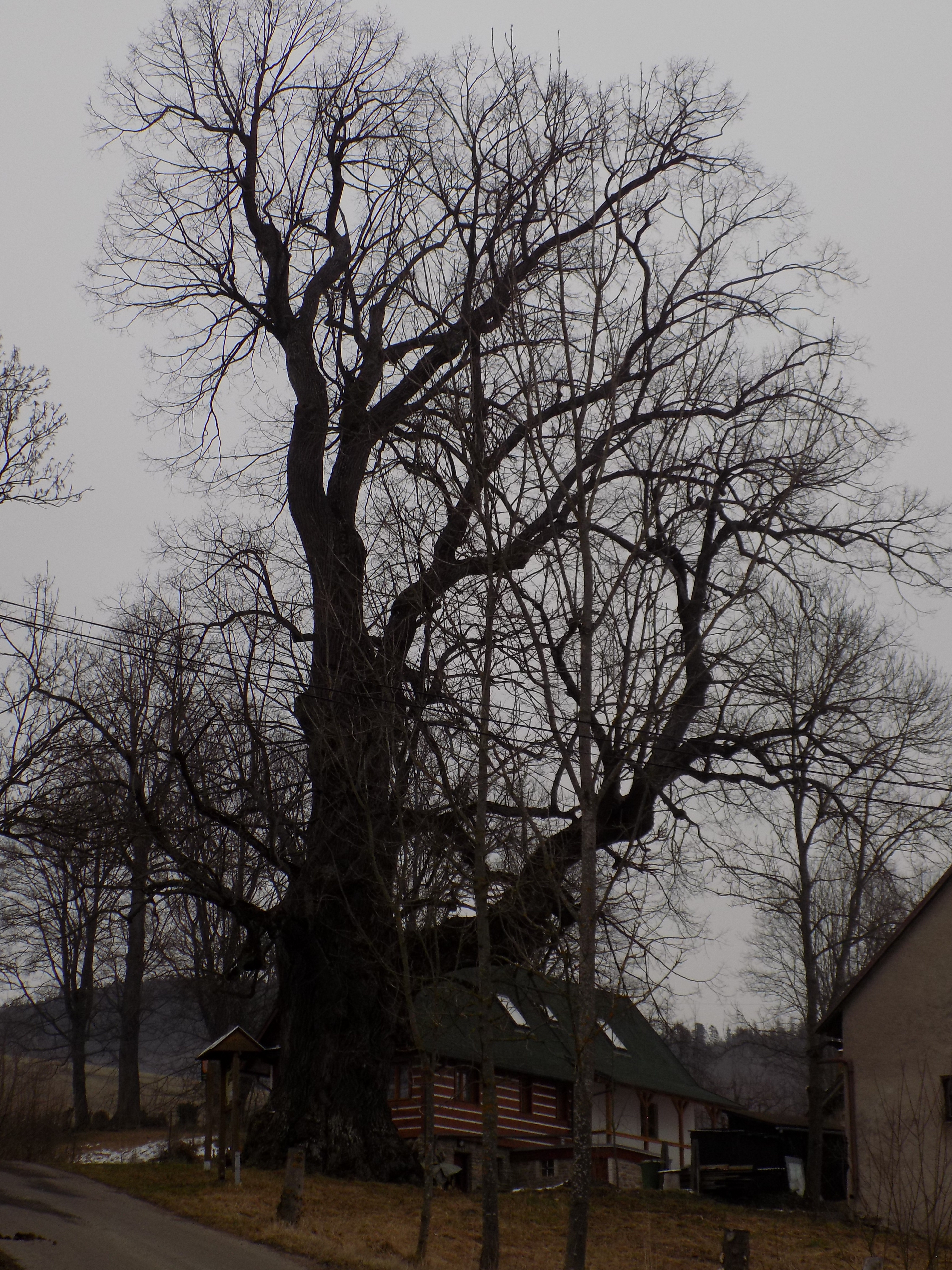
Lípa v obci
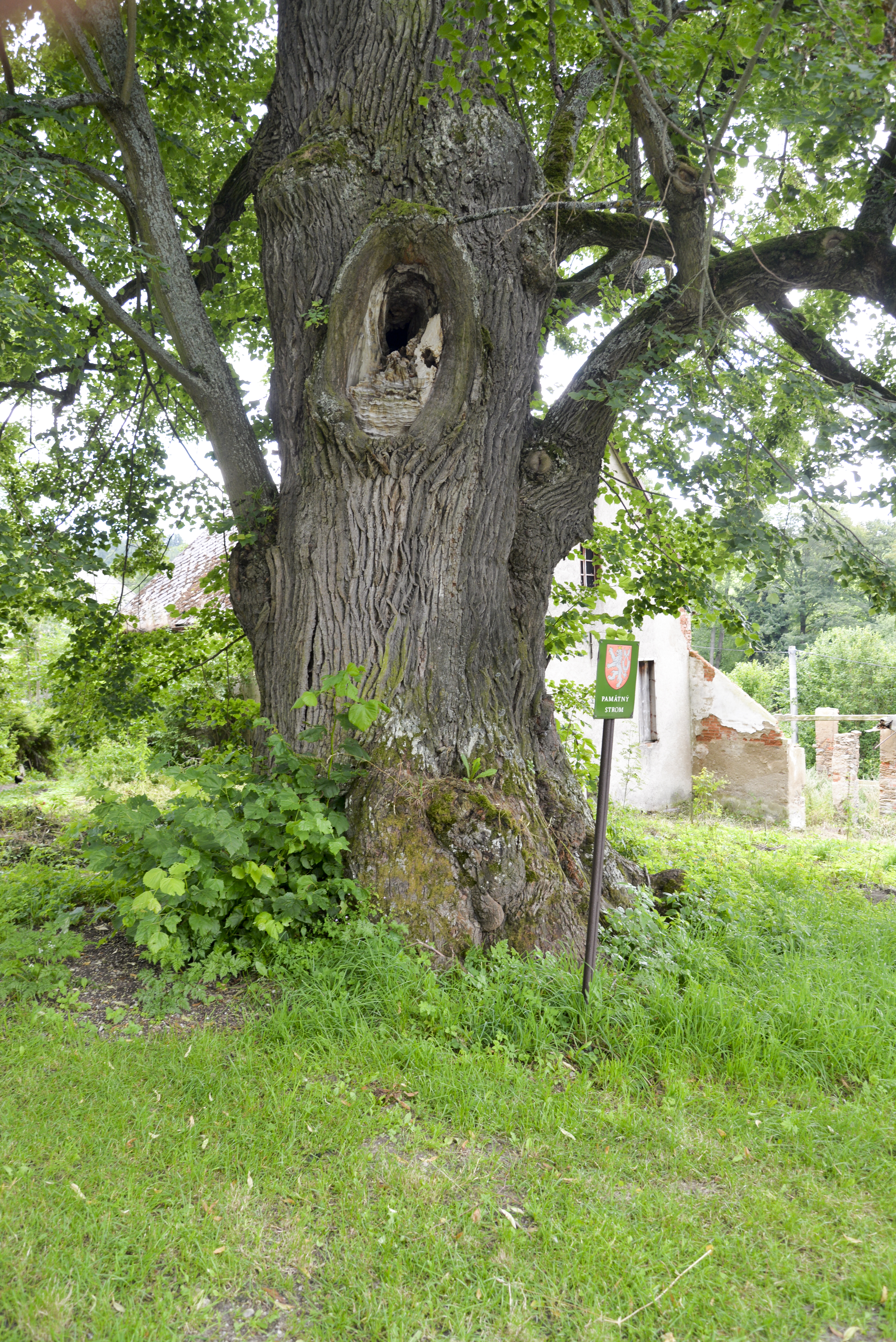
Pata stromu
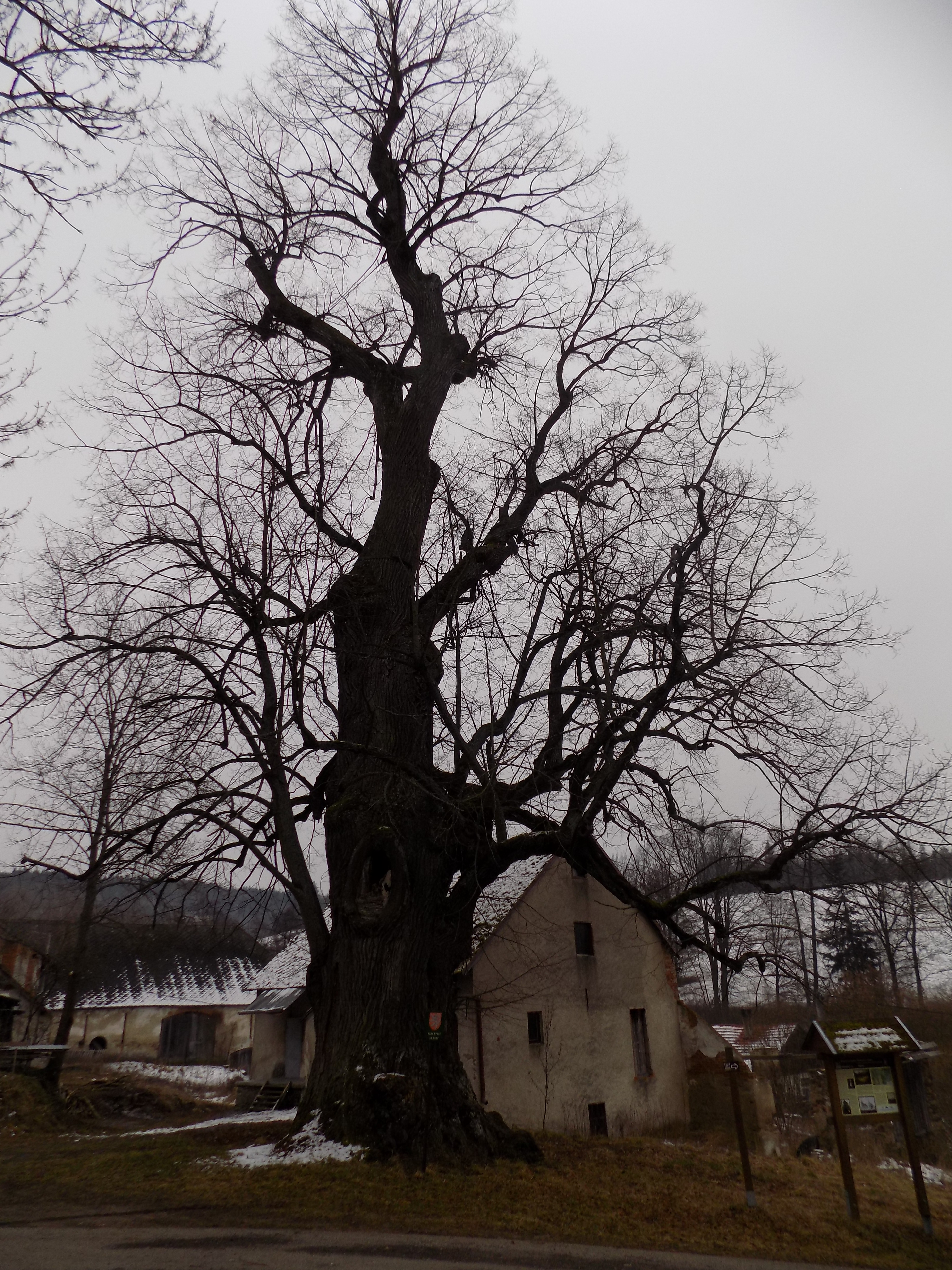
Kojšická lípa
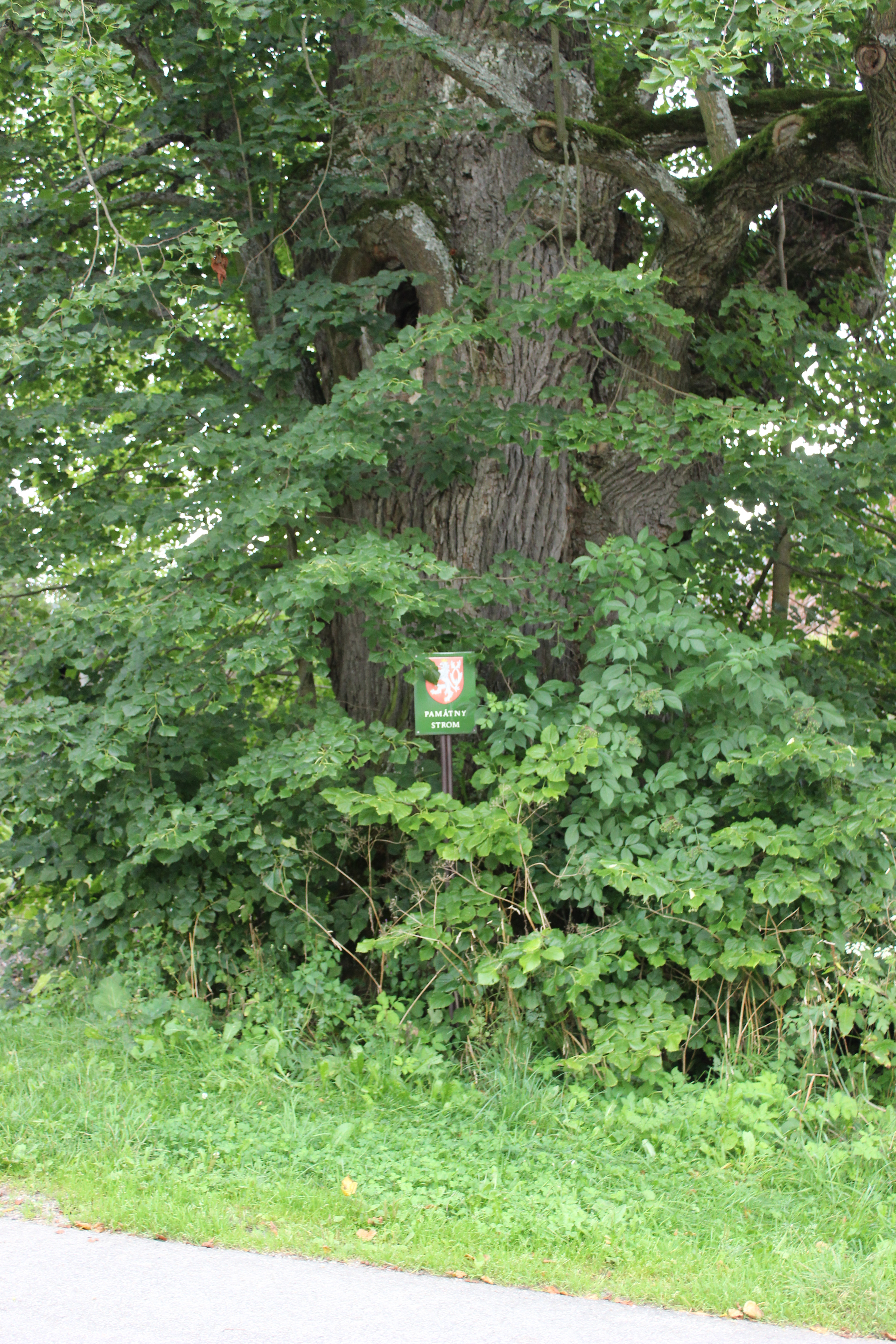
Pata stromu